# Papyrus 38
Papyrus 38 (in de nummering van Gregory-Aland), of {\displaystyle {\mathfrak {P}}}38, is een oude kopie van het Nieuwe Testament in het [[[Oudgrieks]]. Het handschrift is geschreven op papyrus en bevat de tekst van Handelingen 18:27-19:6 en 19:12-16.
Op grond van het schrifttype wordt het gedateerd in de vroege derde eeuw.
De Griekse tekst van deze codex is een vertegenwoordiger van de Westerse tekst. Aland noemt de tekst vrije tekst en plaatst het manuscript in Categorie IV. De tekst van dit handschrift is verwant aan de Codex Bezae.
Het wordt bewaard door de University of Michigan (Inv. 1571) in Ann Arbor.